# جیمی ویلز

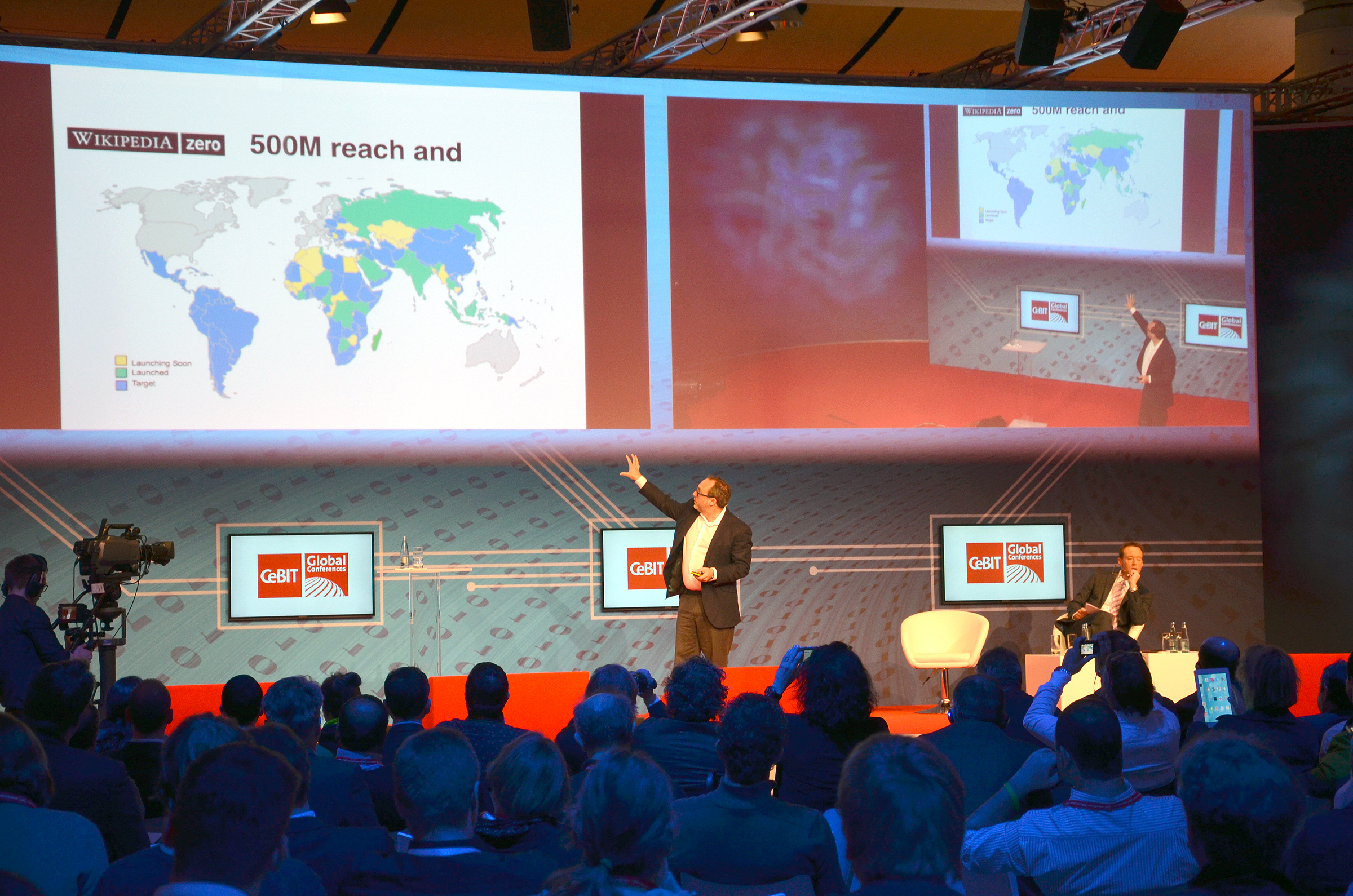
جیمی ویلز در نمایشگاه سبیت در رابطه با پروژه ویکی‌پدیا زیرو توضیح می‌دهد.

جیمی دُنال وِیلْز (به انگلیسی: Jimmy Donal Wales) (‎/ˈdʒɪmi ˈdoʊnəl ˈweɪlz/‎؛ زادهٔ ۷ اوت ۱۹۶۶) بنیان‌گذار و رئیس بنیاد ویکی‌مدیا، شرکتی غیرانتفاعی است که مجری پروژهٔ ویکی‌پدیا و شماری دیگر از پروژه‌های ویکی است. او همچنین بنیان‌گذار شرکت انتفاعی فن‌دام نیز می‌باشد. (این شرکت از لحاظ قانونی ارتباطی با ویکی‌مدیا ندارد). پیش از تأسیس ویکی‌پدیا، در سال ۱۹۹۶ همراه با دو نفر دیگر «بومیس» را بنیان نهاد، که یک پایگاه اینترنتی تفریحی و دارای محتوای اروتیک برای مردان بود، و بعدها سرمایهٔ اولیهٔ دائرةالمعارف آزاد نیوپدیا (سال ۲۰۰۰ تا ۲۰۰۳) و جانشین آن، ویکی‌پدیا را توسط آن تأمین کرد. ملیت جیمی ویلز آمریکایی-بریتانیایی است. او یک خداناباور است و در مصاحبه‌ای در سال ۲۰۰۷ اظهار داشت که فلسفهٔ شخصی‌اش به شدت ریشه در عقل دارد و گفت: «من یک کافر تمام‌عیارم.»

## اوایل زندگی و تحصیلات
جیمی ویلز در هانتسویل آلاباما به دنیا آمد. پدرش، که هم‌اکنون بازنشسته است، در سنین نوجوانیِ او مدیر یک خواربارفروشی بود.
مادرش دوریس، و مادربزرگش اِرما، یک مدرسهٔ خصوصی با سنّت مدارس یک‌اتاقه را اداره می‌کردند که جیمی هم در همان مدرسه تحصیل کرد. ۴ نفر دیگر در مقطع تحصیلی او بودند.

## پیش‌دانشگاهی و دانشگاه
ویلز بعد از ۸ کلاس درس خواندن، به مدرسهٔ پیش‌دانشگاهی راندولف که یکی از نخستین پذیرنده‌های آزمایشگاه‌های رایانه‌ای و فناوری‌های دیگر برای استفادهٔ مستقیم دانش‌آموزان بود، رفت. ویلز می‌گوید: «هزینهٔ این مدرسهٔ پیش‌دانشگاهی برای خانواده‌ام زیاد بود، ولی از آنجا که خانواده‌ام اعتقاد زیادی به اهمیت تحصیل داشتند، هزینه را تأمین می‌کردند.»
او مدرک کارشناسی خود را از دانشگاه اوبرن و کارشناسی ارشد خود را از دانشگاه آلاباما گرفت. بعدها او به مطالعهٔ درس‌هایی در زمینهٔ دکترای امور مالی در دانشگاه آلاباما و ایندیانا پرداخت.

## ویکی‌پدیا

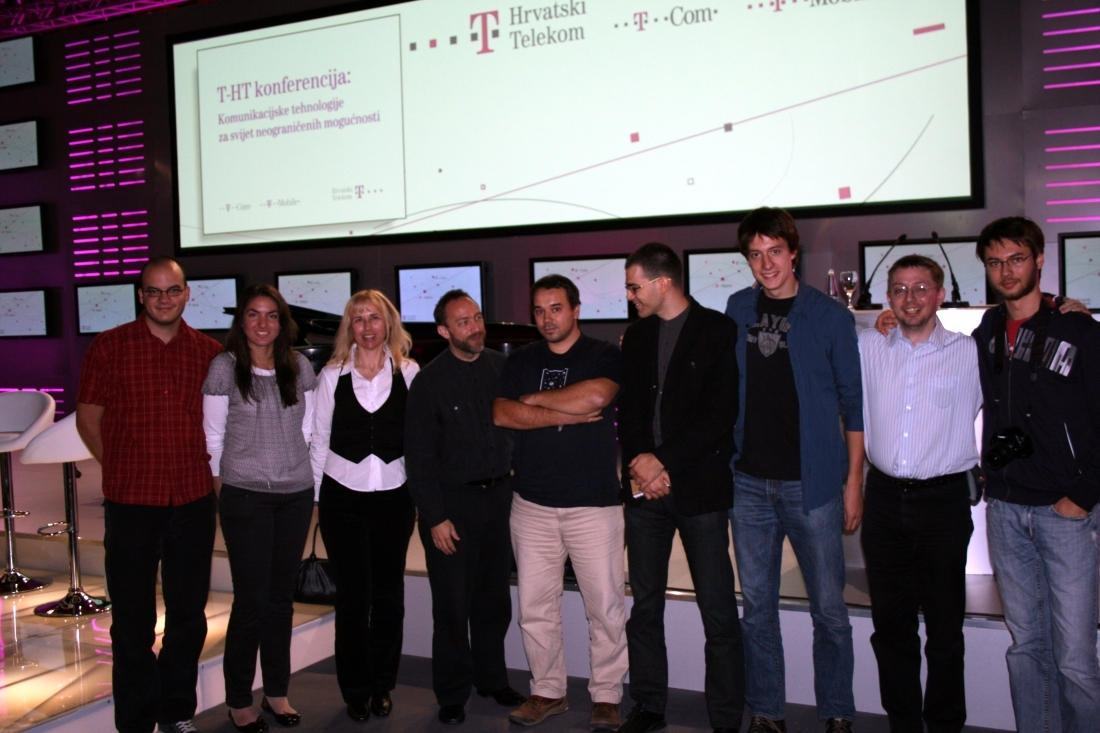
جیمی ویلز و ویکی‌نویسان اهل کرواسی در یک کنفرانس در زاگرب در تاریخ ۱ اکتبر ۲۰۰۸

در سال ۲۰۰۴، از ویلز نقل شده‌است که در حدود ۵۰۰ هزار دلار برای ایجاد و گرداندن پروژه‌های ویکی‌اش هزینه کرده‌است. در انتهای افزایش سرمایهٔ بنیاد تا فوریهٔ ۲۰۰۵، بنیاد ویکی‌مدیا به‌طور کامل با کمک‌های مالی بدون عوض گردانده می‌شد. ویلز با گذشت زمان هرچه بیشتر درگیر فعالیت‌های تبلیغاتی و صحبت در مورد پروژه‌های بنیاد می‌شد. او برای این هدف سفرهای زیادی برای سمینارهای مختلف و کارهای ویکی‌مدیا (مانند ویکی‌دیدارها و ویکی‌مانیا) با بودجهٔ سفرهای بنیاد (۲۵٬۰۰۰ دلار در سال ۲۰۰۵) انجام داد. او به‌طور مستمر به‌عنوان سخنران در برنامه‌های مختلف حضور داشته‌است.
بعد از شهرت یافتن از طریق ویکی‌پدیا، ویلز پروژهٔ جدیدی را تحت عنوان ویکیا شروع کرد.